# Coiffaitarctia henrici
Coiffaitarctia henrici là một loài bướm đêm thuộc phân họ Arctiinae, họ Erebidae.